# Жемно
Жемно (фр. Gémenos) је насељено место у Француској у региону Прованса-Алпи-Азурна обала, у департману Ушће Роне.
По подацима из 2011. године у општини је живело 6165 становника, а густина насељености је износила 188,24 становника/km².

## Демографија
| 1990. | 2011. |
| ----- | ----- |
| 5.025 | 6.165 |